# Creutzwald
Creutzwald – miejscowość i gmina we Francji, w regionie Grand Est, w departamencie Mozela.
Według danych na rok 1990 gminę zamieszkiwało 15 169 osób, a gęstość zaludnienia wynosiła 568 osób/km² (wśród 2335 gmin Lotaryngii Creutzwald plasuje się na 20. miejscu pod względem liczby ludności, natomiast pod względem powierzchni na miejscu 89.).